# Karol Machata
Karol Machata (13. ledna 1928, Malacky – 3. května 2016, Modra) byl slovenský herec a člen Činohry Slovenského národního divadla.

## Filmografie
- 1950: Vítězná křídla
- 1952: Lazy se pohnuly (Jozef Rendko)
- 1952: Mladé srdce (Leštiak)
- 1953: Pole neorané (Juro Karabka)
- 1954: Dřevěná vesnice (Pavo Sechnár)
- 1955: Anděl na horách (Zdeněk Soukup)
- 1956: Čisté ruce (film) (Grec)
- 1957: Poslední bosorka (Gašpar Sedmík)
- 1957: Zemanská čest (Števko Levický)
- 1958: Deštník svatého Petra (Juraj Vibra)
- 1959: Muž, který se nevrátil (redaktor Zvara)
- 1960: Přerušená píseň (Ján Soviar)
- 1961: Labyrint srdce (Just)
- 1961: Píseň o šedém holubovi (učitel)
- 1961: Předjaří (Ďuro Molnár)
- 1961: Vždy lze zahájit (profesor Gábriš)
- 1962: Půlnoční mše (Marián Kubiš)
- 1962: Výlet po Dunaji (Belan)
- 1963: Ivanov (Ivanov)
- 1964: Případ pro obhájce (prokurátor Felcána)
- 1970: Zločin slečny Bacilpýšky (obhájce)
- 1971: Dost dobří chlapi (Maco)
- 1971: Hledači světla (mjr. Pittermann)
- 1971: Pánové se baví (Dezider Brezovička)
- 1973: Hřích Kateřiny Padychové (Šulgan)
- 1973: Skrytý pramen (rychtář Bittner)
- 1973: Srdce na laně (Bacúch)
- 1974: Trofej neznámého střelce (komisař výstavy)
- 1975: Setkání (Peter Dobrík – 45letý)
- 1976: Červené víno (Silvester Bolebruch)
- 1977: Bludička (Dr. Mikesch)
- 1982: Sůl nad zlato (král Pravoslav)
- 1986: Kohout zakokrhá (Fischl)
- 1987: Hody (Nádaský)
- 1987: Nedaleko do nebe
- 1987: Nemožná (Boháčik)
- 1988: Nebojsa (Ondřejův otec)